# Bładnice Dolne
Bładnice Dolne – wieś w Polsce położona w województwie śląskim, w powiecie cieszyńskim, w gminie Skoczów, należąca wraz z Bładnicami Górnymi do sołectwa Bładnice, 619 mieszkańców.

## Historia
Bładnice po raz pierwszy wzmiankowane zostały w 1416 r. w dokumencie kancelaryjnym księcia cieszyńskiego Bolesława I. Wieś była własnością szlachecką włączoną do Nierodzimia, siedziby właściciela. Jeden z nich, Jeremiasz Czamer, w latach 1608-1609 wydzielił część Nierodzimia i Bładnic swojej żonie i synowi. W następnych latach właściciele zmieniali się częściej. Pod koniec XVIII wieku zakupił je cieszyński książę i włączył do Komory Cieszyńskiej.
W 1782 r. Bładnice Dolne (wraz z Górnymi) miały 193 mieszkańców, z tego 53 katolików i 140 protestantów.
W 1840 ewangelicki ksiądz Karol Kotschy założył w Bładnicach Dolnych tzw. "Syberię" – szkołę dla luterańskich dzieci, która funkcjonowała tu jedynie cztery lata, po czym została przeniesiona do Skoczowa.
Według austriackiego spisu ludności z 1900 w 26 budynkach w Bładnicach Dolnych na obszarze 221 hektarów mieszkało 195 osób, co dawało gęstość zaludnienia równą 88,2 os./km². z czego wszyscy byli polskojęzyczni, 71 (36,4%) mieszkańców było katolikami a 124 (63,6%) ewangelikami. Do 1910 roku liczba mieszkańców wzrosła do 204 osób, z czego wszyscy dalej byli polskojęzyczni, 61 (29,9%) było katolikami a 143 (70,1%) ewangelikami.
W latach 1975–1998 miejscowość administracyjnie należała do województwa bielskiego.